# 小行星7728
小行星7728（7728 Giblin）是一颗绕太阳运转的小行星，为主小行星带小行星。该小行星于1977年1月12日发现。

## 轨道参数
小行星7728的轨道半长轴为2.7978589 UA，离心率为0.107。